# Xylophanes hannemanni
Xylophanes hannemanni är en fjärilsart som beskrevs av Adolf G. Closs 1917. Xylophanes hannemanni ingår i släktet Xylophanes och familjen svärmare. Inga underarter finns listade i Catalogue of Life.